# Allobates humilis
Espèce
Synonymes
- Colostethus humilis Rivero, 1980 "1978"

Statut de conservation UICN

 VU D2 : Vulnérable
Allobates humilis est une espèce d'amphibiens de la famille des Aromobatidae.

## Répartition
Cette espèce est endémique  du Venezuela. Elle se rencontre dans les États de Trujillo, de Táchira, de Barinas et de Portuguesa entre 600 et 1 800 m d'altitude dans la Cordillère de Mérida.

## Publication originale
- Rivero, 1980 "1978" : Notas sobre los anfibios de Venezuela III. Nuevos Colostethus de los Andes venezolanos. Memoria de la Sociedad de Ciencias Naturales La Salle, vol. 38, no 109, p. 95-111.